# Finale de la Coupe des confédérations 2009
La finale de la Coupe des confédérations 2009 est un match de football qui oppose l'équipe des États-Unis à l'équipe du Brésil. La rencontre se joue au Ellis Park Stadium à Johannesbourg en Afrique du Sud à 20 h 30 heure locale, le 28 juin 2009. Le Brésil s'impose 3 buts à 2, après avoir été mené 0 à 2 à la mi-temps à la suite des réalisations de Clint Dempsey et Landon Donovan. La Seleção parvient à renverser la vapeur en seconde période et gagne ainsi sa troisième Coupe des confédérations après 1997 et 2005. Kaká est désigné homme du match.

## Parcours respectifs
Avant la Coupe des confédérations 2009, les États-Unis et le Brésil s'étaient déjà rencontrés à douze reprises, dont deux fois en Coupe des confédérations au premier tour en 1999 et en 2003, ainsi qu'une fois en Coupe du monde, en 1994 en huitième de finale, (victoire du Brésil, 1 à 0),. La Seleção avait remporté onze des douze premières confrontations, la seule victoire américaine contre le Brésil remontant à la Gold Cup en 1998, une demi-finale (1-0) mémorable où le gardien américain Kasey Keller avait réalisé plusieurs arrêts décisifs,.
Les États-Unis, vainqueurs de la Gold Cup 2007, sont à leur quatrième participation en Coupe des confédérations tandis que le Brésil, champion de la Copa América en 2007, en est à sa sixième participation. Le Brésil a déjà remporté la Coupe des confédérations à deux reprises, en 1997 et en 2005, tandis que les États-Unis auront l'occasion en 2009 de jouer leur première finale dans une compétition senior masculine en dehors de leur continent,. Les États-Unis et le Brésil se rencontrent deux fois au cours de cette Coupe des confédérations 2009 : au premier tour et donc en finale. Les deux équipes figurent en effet dans le groupe B en compagnie du champion d'Afrique, l'Égypte, et du champion du monde en titre l'Italie.

### Groupe B

#### 1rejournée

##### Brésil

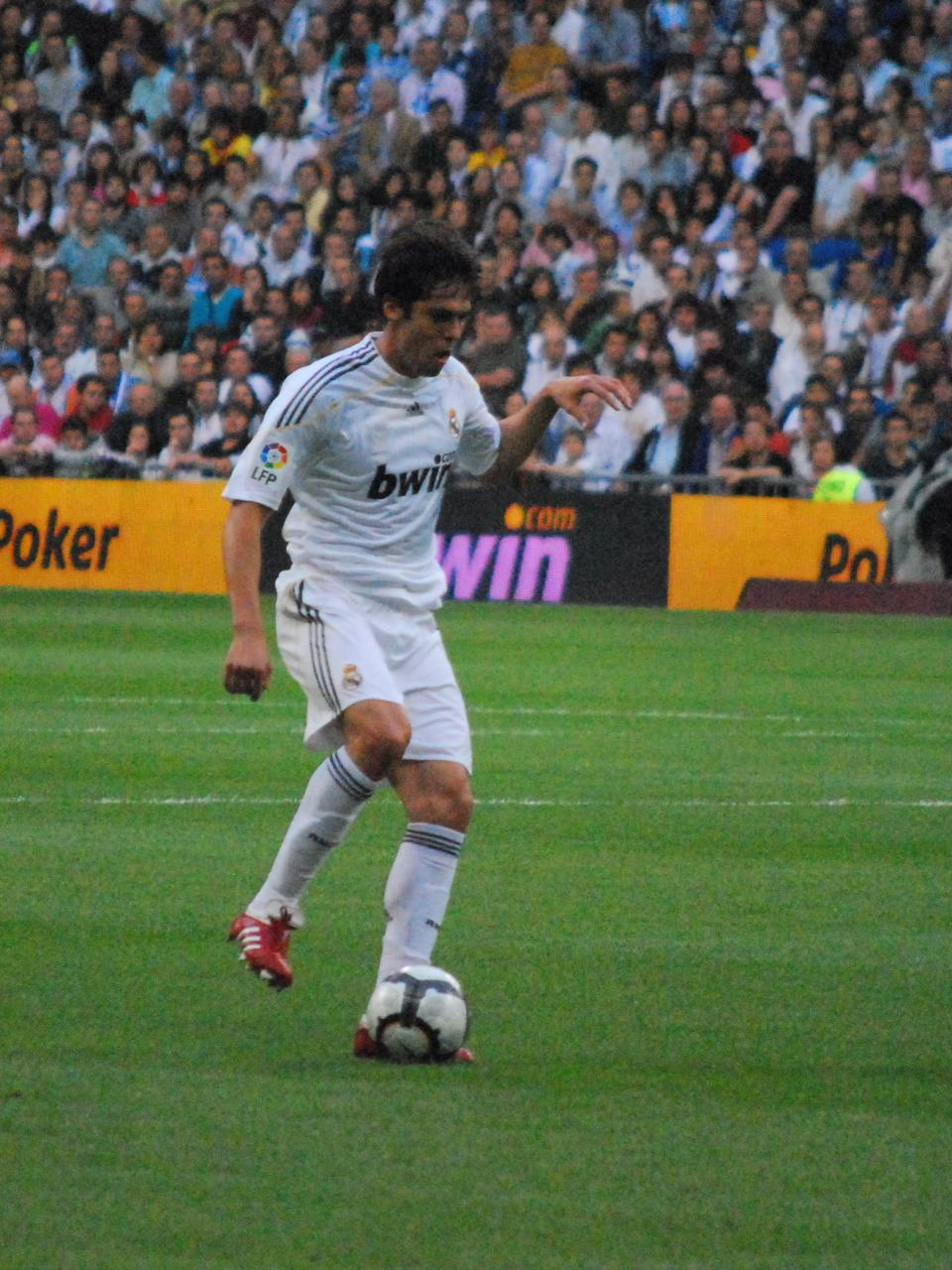
Kaká en 2009.

Le Brésil commence la compétition contre l'Égypte à Bloemfontein. Kaká ouvre le score dès la 5e minute par une série de passes précises éliminant trois défenseurs, mais Mohamed Zidan répond pour l'Égypte quatre minutes plus tard par un but de la tête. Le Brésil reprend l'avantage et creuse l'écart avant la mi-temps grâce à deux buts de la tête, le premier de Luís Fabiano à la 11e minute sur un coup franc d'Elano, et le second par Juan à la 37e minute sur un corner. Mohamed Shawky réduit le score pour l'Égypte d'un tir lointain à la 54e minute, suivi une minute plus tard par un second but de Zidan, égalisant à 3 buts à 3. Le score reste nul jusqu'à ce qu'une main d'Ahmed el-Mohammadi dans la surface de réparation offre un penalty au Brésil, transformé par Kaká à la 90e minute, offrant la victoire au Brésil,.

##### États-Unis
Les Américains jouent leur premier match contre l'Italie et tiennent les champions du monde en échec lors de la première mi-temps, malgré l'expulsion de Ricardo Clark à la 33e minute pour un tacle sur Gennaro Gattuso. Un penalty obtenu à la suite d'une faute de Giorgio Chiellini sur Jozy Altidore permet à Landon Donovan d'ouvrir le score à la 41e minute, donnant l'avantage aux États-Unis à la mi-temps. Les Italiens égalisent à la 58e minute grâce à un tir au 27 mètres (30 yards) de Giuseppe Rossi, entré en jeu une minute auparavant et ayant pris le ballon à Benny Feilhaber. L'Italie prend ensuite l'avantage avec un autre tir lointain de Daniele De Rossi à la 72e minute et scelle sa victoire 3 buts à 1 avec un second but de Rossi dans le temps additionnel sur une passe lobée d'Andrea Pirlo,.

#### 2ejournée

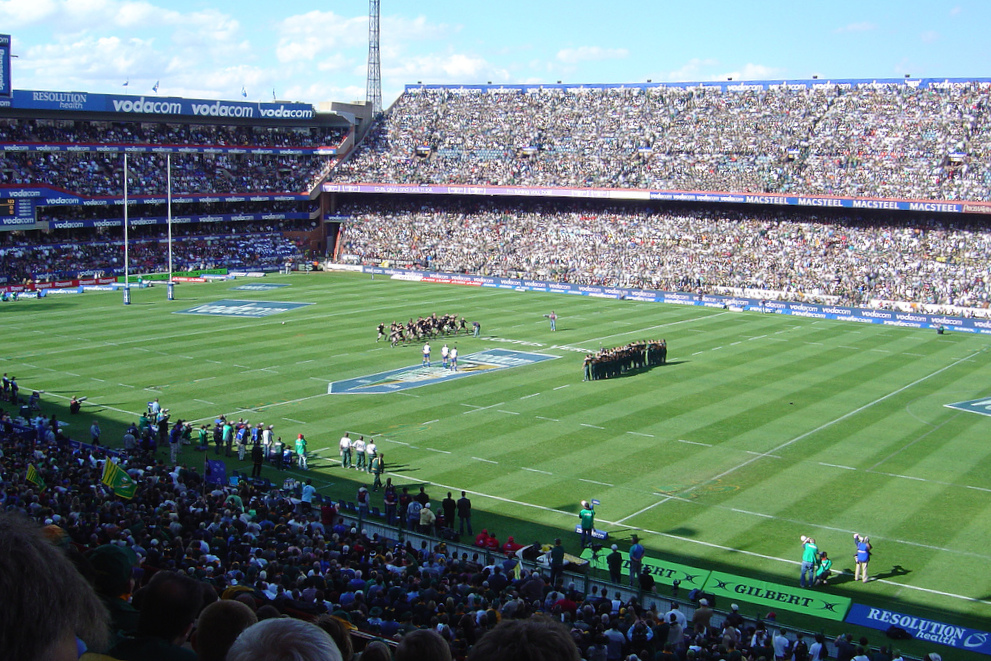
Le stade Loftus Versfeld, ici en 2009.

Les futurs finalistes se rencontrent au stade Loftus Versfeld à Pretoria pour leur deuxième match de poule, qui se termine par une victoire 3 buts à 0 pour le Brésil. Maicon initie le score d'un coup franc à 32 mètres (35 yards), repris par Felipe Melo de la tête dès la 7e minute. L'avance est doublée à la 20e minute après que DaMarcus Beasley perd le ballon, permettant à Ramires de le remonter jusqu'à Robinho, dont le tir dépasse Tim Howard. L'expulsion de Sacha Kljestan à la 57e minute coupe l'élan américain avant qu'ils ne concèdent un dernier but du Brésil cinq minutes plus tard, tiré par Maicon depuis un angle fermé.
Malgré deux défaites en deux matchs, les États-Unis restent en course pour la qualification grâce à la victoire surprise de l'Égypte contre l'Italie dans l'autre rencontre.

#### 3ejournée

##### Brésil
Le Brésil conclut son parcours dans le groupe avec une troisième victoire, 3 buts à 0 contre l'Italie, en marquant trois buts en première mi-temps. Luís Fabiano ouvre le score à la 37e minute après avoir récupéré un tir raté de Maicon. Luís Fabiano ajoute un deuxième but six minutes plus tard, assisté par Kaká. Robinho marque le troisième but deux minutes plus tard en passant un ballon dans la surface italienne lors d'une contre-attaque, qui est déviée au fond du filet par le défenseur Andrea Dossena. Les Italiens, stériles en attaque, sont lourdement battus et seront finalement éliminés de peu, dépassés au classement par les États-Unis qui ont marqué plus de buts,.

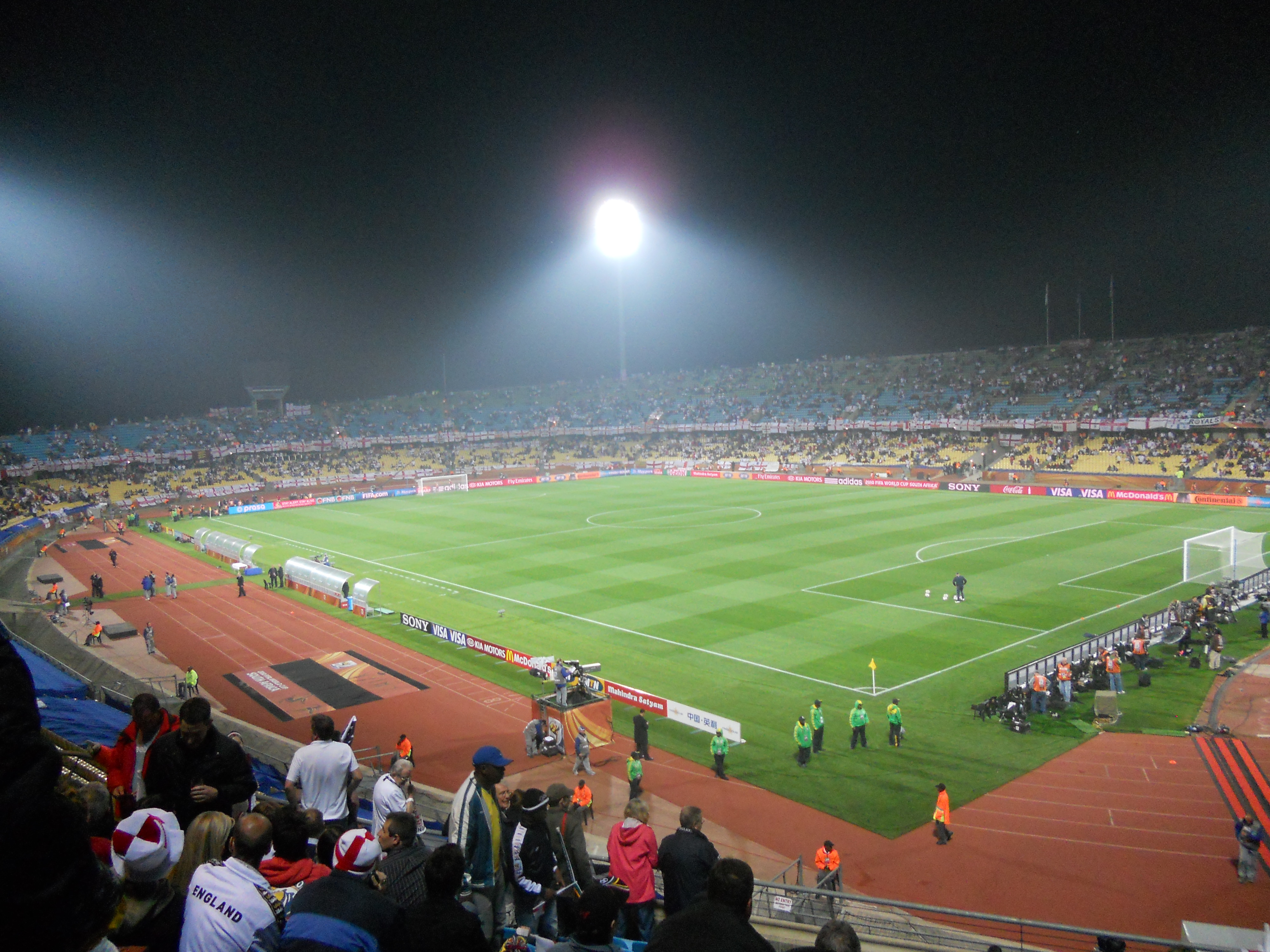
Le stade Royal Bafokeng, lieu du match Égypte - États-Unis.

##### États-Unis
Dans leur dernier match de groupe contre l'Égypte au stade Royal Bafokeng, les États-Unis prennent l'avantage à la 21e minute à la suite d'une erreur du gardien Essam el-Hadari, permettant à Charlie Davies de marquer. Michael Bradley double le score à la 63e minute après des passes avec Landon Donovan et Clint Dempsey et ajoute un troisième but de la tête sur un centre de Jonathan Spector à la 71e minute. Avec leur victoire 3 buts à 0, les États-Unis, à égalité de points avec l'Italie et l'Égypte, se qualifient grâce au nombre de buts marqués, ayant inscrit quatre buts contre trois pour l'Italie,.

### Demi-finales

#### États-Unis

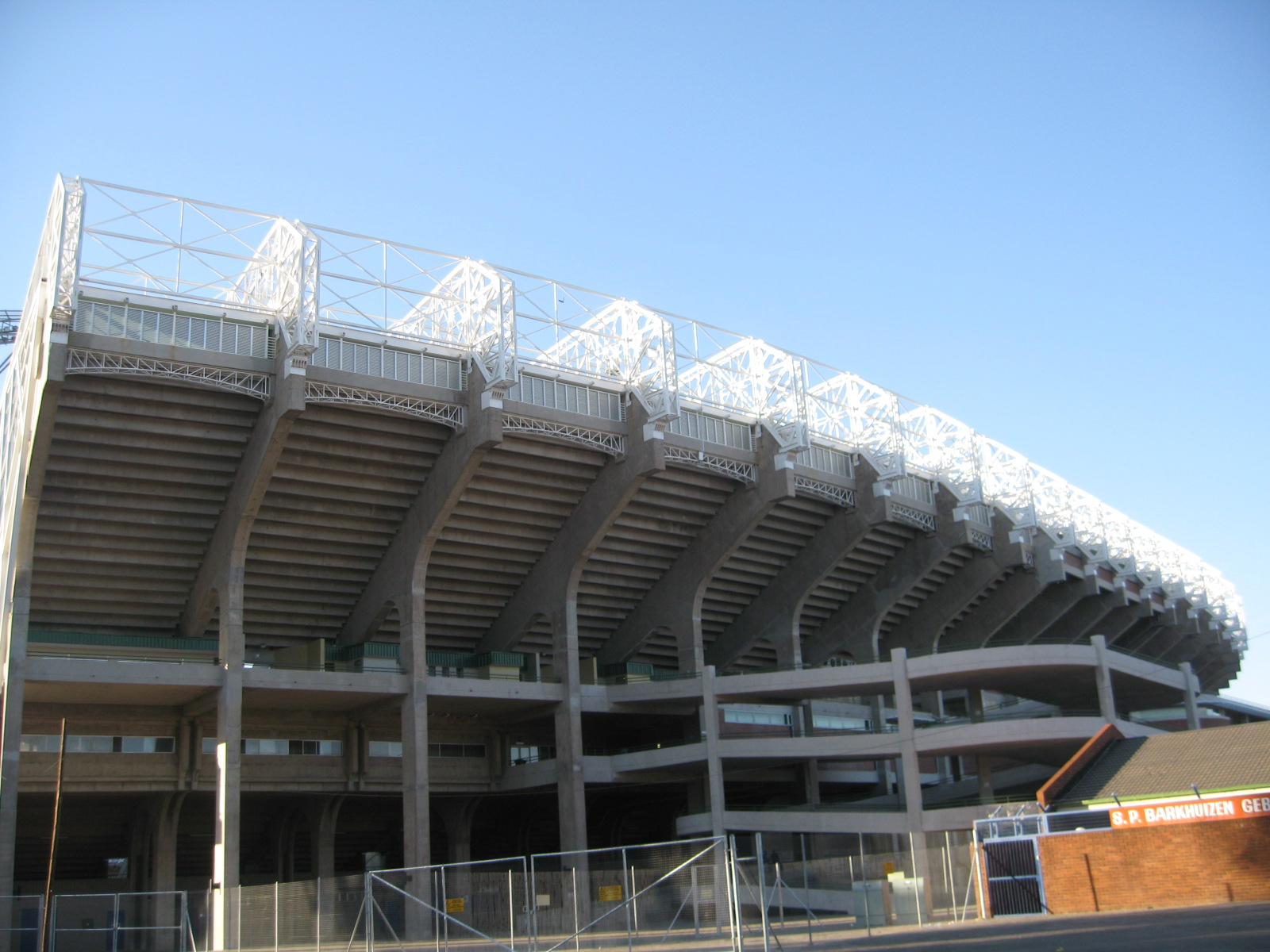
L'extérieur du Free State Stadium.

En demi-finale, les États-Unis affrontent l'Espagne, vainqueur du groupe A,, au Free State Stadium. Les Américains créent la surprise en battant sèchement les champions d'Europe 2 buts à 0, brisant la série d'invincibilité de l'Espagne qui durait depuis novembre 2006 sur 35 matchs. Ils se qualifient pour leur première finale dans un grand tournoi intercontinental masculin senior, un exploit surnommé le « miracle sur gazon » par le New York Times,. Les Américains se montrent pressants et offensifs dès le début du match, perturbant le style de possession du milieu de terrain de l'Espagne. Jozy Altidore marque le premier but à la 27e minute, profitant d'une déviation des gants d'Iker Casillas et du poteau. Malgré le fait qu'ils soient dominés en termes de tirs, 18 contre 9 pour l'Espagne, les États-Unis marquent un second but à la 74e minute grâce à une passe de Landon Donovan qui touche les défenseurs Gerard Piqué et Sergio Ramos avant d'arriver à Clint Dempsey, qui se retourne et tire de courte distance pour porter le score à 2 buts à 0,.

#### Brésil
Le Brésil affronte l'Afrique du Sud, deuxième du groupe A, dans l'autre demi-finale, le lendemain, à l'Ellis Park Stadium, et gagne 1 but à 0. Le match reste sans but pendant 88 minutes, malgré plusieurs occasions pour le Brésil qui manque le cadre et deux arrêts du gardien Júlio César sur un coup franc de Siphiwe Tshabalala et un tir de loin de Steven Pienaar. L'impasse est rompue par le remplaçant Dani Alves, qui marque sur coup franc, envoyant le ballon dans le coin opposé pour battre le gardien Itumeleng Khune.

### Résultats
Note : dans les résultats ci-dessous, le score du finaliste est toujours donné en premier.
|   | Équipe     | Pts | J | G | N | P | BP | BC | Diff |
| 1 | Brésil     | 9   | 3 | 3 | 0 | 0 | 10 | 3  | +7   |
| 2 | États-Unis | 3   | 3 | 1 | 0 | 2 | 4  | 6  | -2   |
| 3 | Italie     | 3   | 3 | 1 | 0 | 2 | 3  | 5  | -2   |
| 4 | Égypte     | 3   | 3 | 1 | 0 | 2 | 4  | 7  | -3   |

|   | Équipe     | Pts | J | G | N | P | BP | BC | Diff |
| 1 | Brésil     | 9   | 3 | 3 | 0 | 0 | 10 | 3  | +7   |
| 2 | États-Unis | 3   | 3 | 1 | 0 | 2 | 4  | 6  | -2   |
| 3 | Italie     | 3   | 3 | 1 | 0 | 2 | 3  | 5  | -2   |
| 4 | Égypte     | 3   | 3 | 1 | 0 | 2 | 4  | 7  | -3   |

## Avant-match

### Stade

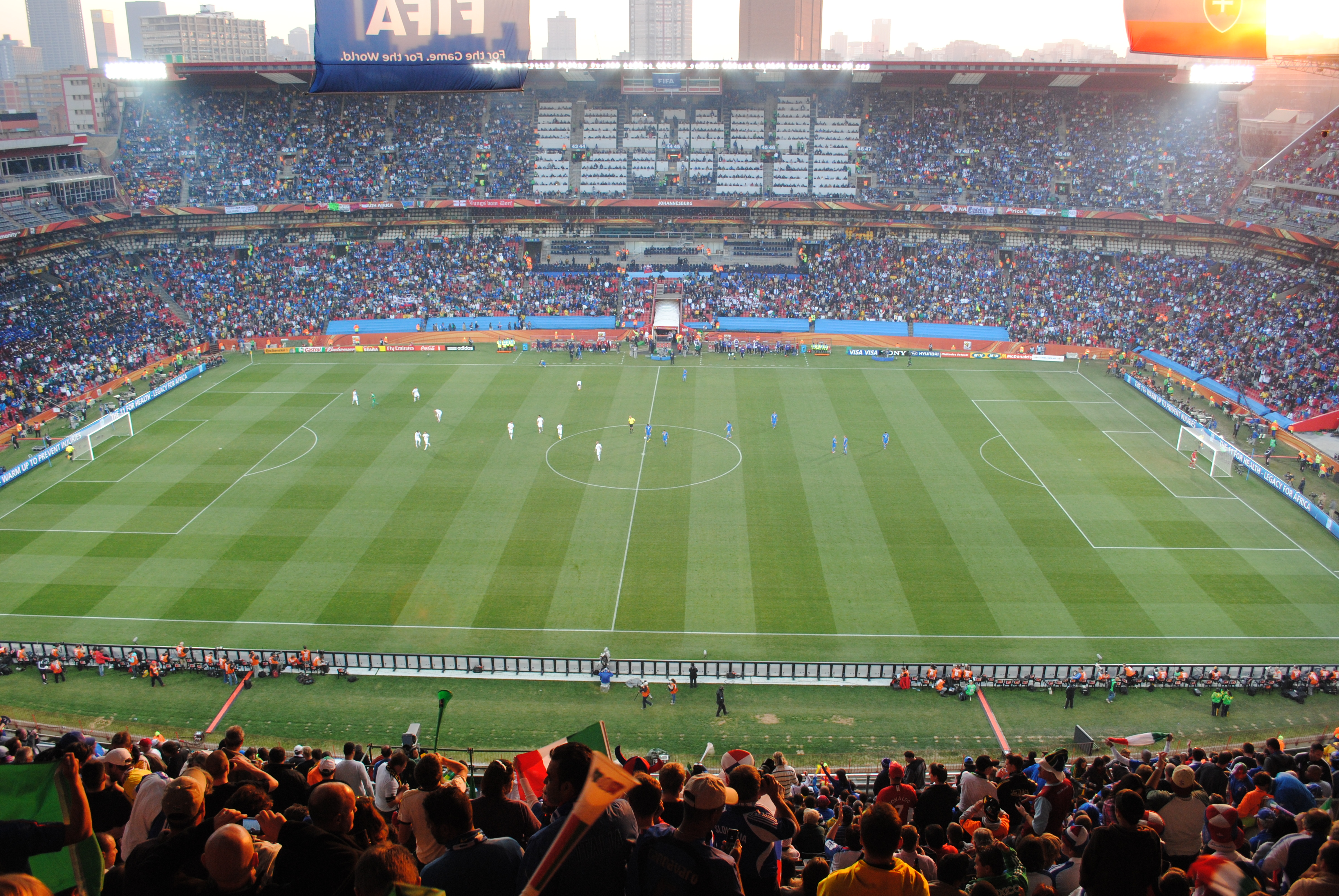
L'Ellis Park Stadium, ici lieu du match de la Slovaquie contre l'Italie dans le groupe F de la Coupe du monde 2010, remportée 3 buts à 2 par la Slovaquie.

La finale se déroule au Ellis Park Stadium, situé au centre de Johannesbourg en Afrique du Sud, qui a également accueilli la finale de la Coupe du monde de rugby à XV 1995. Ce stade sert principalement de domicile pour le club de football des Orlando Pirates et a subi des rénovations mineures pour cette Coupe des confédérations et la Coupe du monde, augmentant sa capacité à 61 000 places. La pelouse du stade a subi des dommages à cause d'un match international de rugby à XV lors de la tournée de l'équipe des Lions britanniques et irlandais de rugby dix jours avant le début du tournoi, nécessitant des travaux d'urgence par les jardiniers.

### Cérémonie de clôture

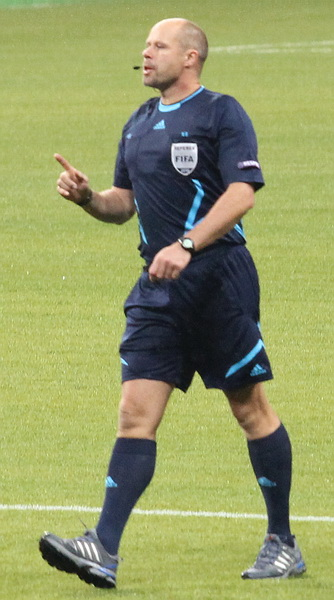
Martin Hansson, ici en 2010.

La cérémonie de la fin du tournoi a lieu au Ellis Park Stadium avant la finale et a été produite par VWV Group et Till Dawn Entertainment, qui seront plus tard choisis pour la cérémonie d'ouverture de la Coupe du monde 2010. La cérémonie met en vedette 150 batteurs, 150 chanteurs de chorales provenant d'églises locales et 20 danseurs professionnels, se produisant sous une grande sphère sur laquelle sont projetées des images du tournoi. Zenani Mandela, l'arrière-petite-fille de treize ans de Nelson Mandela, porte le trophée de la Coupe des confédérations jusqu'au podium avant le match.

### Arbitrage et officiels
L'arbitre suédois Martin Hansson est désigné par la FIFA pour diriger l'équipe d'arbitrage de la finale, sa première direction dans une finale de tournoi. Hansson a précédemment été désigné lors d'un match lors de la deuxième journée du tournoi (Égypte contre Italie) et dans plusieurs tournois de jeunes pour la FIFA. Henrik Andrén et Frederik Nilsson l'assistent en tant qu'arbitres assistants, tandis que l'arbitre mexicain Benito Archundia occupe le poste de quatrième officiel. Héctor Vergara fait office d'arbitre assistant de réserve (également appelé cinquième officiel).

## Match

### Hommage

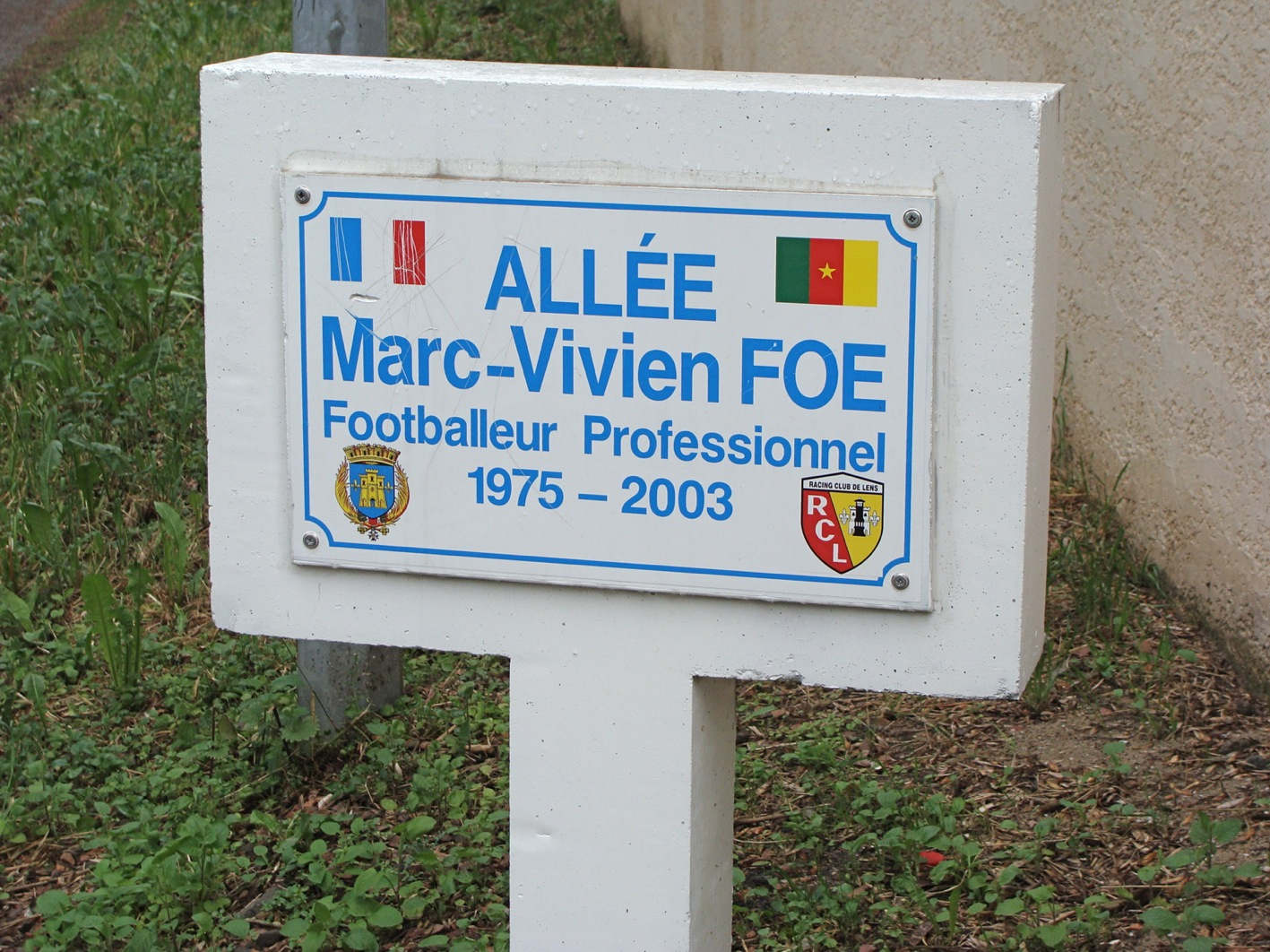
Panneau de l'allée Marc Vivien Foé à Lens, en hommage au défunt.

Lors de la cérémonie d'avant-match, la FIFA rend hommage au milieu de terrain camerounais Marc-Vivien Foé, décédé d'une arrêt cardiaque lors d'un match de demi-finale de la Coupe des confédérations 2003. Marc-Scott Foé, fils du défunt, lit un message commémoratif en hommage à la mémoire de son père, tandis que les deux équipes se tiennent ensemble dans le rond central.

### Résumé du match
Le sélectionneur brésilien Dunga opte pour la formation 4-2-3-1 que l'équipe a utilisée dans ses matchs précédents, tandis que l'entraîneur américain Bob Bradley adapte un 4-4-2 ; le milieu de terrain Michael Bradley est absent en raison de son carton rouge en demi-finale et est remplacé par Benny Feilhaber dans le onze de départ,.
Les États-Unis prennent rapidement l'avantage à la 10e minute, à la suite d'un coup franc de Jonathan Spector qui trouve Clint Dempsey, qui frappe le ballon du pied droit. Le gardien Tim Howard réalise ensuite plusieurs arrêts importants pour préserver l'avance, malgré plusieurs attaques brésiliennes ; les Américains exploitent une contre-attaque, avec Ricardo Clark qui remonte le terrain et passe le ballon à Landon Donovan, qui marque depuis l'intérieur de la surface à la 27e minute. Le match atteint la mi-temps avec une avance de 2 buts à 0 en faveur des États-Unis, considérée comme une surprise par les commentateurs,.
Le Brésil réduit l'écart dès la première minute de la seconde période, Luís Fabiano marque dans la surface de réparation en contrôlant le ballon tout en se retournant face au défenseur Jay DeMerit. À la 60e minute, Kaká envoie de la tête le ballon au-delà de la ligne de but, mais Tim Howard le repousse ; les ralentis montrent que le ballon franchit pourtant la ligne, mais le but est refusé,. Le but de l'égalisation est inscrit à la 74e minute, à la suite d'un centre de Kaká qui est tiré sur la barre transversale par Elano et rebondit vers Luís Fabiano, qui, de la tête, envoie le ballon au fond du filet. Le corner d'Elano à la 84e minute est repris de la tête devant le but par le capitaine brésilien Lúcio, qui devance Clint Dempsey et marque pour la victoire.

### Feuille de match
| Dimanche 28 juin 2009                      | États-Unis                             | 2 - 3   | Brésil                                          | Ellis Park Stadium, Johannesbourg                                                                   | |
| 20 h 30 (SAST) · Historique des rencontres | Clint Dempsey 10e · Landon Donovan 27e | (2 - 0) | 46e Luís Fabiano · 74e Luís Fabiano · 84e Lúcio | Spectateurs : 52 291 Arbitrage : Martin Hansson Arbitres assistants : Henrik Andrén Fredrik Nilsson | Spectateurs : 52 291 Arbitrage : Martin Hansson Arbitres assistants : Henrik Andrén Fredrik Nilsson |
| 20 h 30 (SAST) · Historique des rencontres | Carlos Bocanegra 19e                   | Rapport | 25e Felipe Melo · 36e André Santos · 69e Lúcio  | Spectateurs : 52 291 Arbitrage : Martin Hansson Arbitres assistants : Henrik Andrén Fredrik Nilsson | Spectateurs : 52 291 Arbitrage : Martin Hansson Arbitres assistants : Henrik Andrén Fredrik Nilsson |

| États-Unis | Brésil |

| ÉTATS-UNIS :    |    |                     |       |     |
|                 |    |                     |       |     |
| Gardien de but  | 01 | 0Tim Howard         |       |     |
|                 | 21 | 0Jonathan Spector   |       |     |
|                 | 04 | 0Oguchi Onyewu      |       |     |
|                 | 15 | 0Jay DeMerit        |       |     |
|                 | 03 | 0Carlos Bocanegra   | 0 19e |     |
|                 | 13 | 0Ricardo Clark      |       | 88e |
|                 | 22 | 0Benny Feilhaber    |       | 75e |
|                 | 08 | 0Clint Dempsey      |       |     |
|                 | 10 | 0Landon Donovan     |       |     |
|                 | 17 | 0Jozy Altidore      |       | 75e |
|                 | 09 | 0Charlie Davies     |       |     |
| Remplaçants :   |    |                     |       |     |
|                 | 02 | 0Jonathan Bornstein |       | 75e |
|                 | 16 | 0Sacha Kljestan     |       | 75e |
|                 | 04 | 0Conor Casey        |       | 88e |
| Sélectionneur : |    |                     |       |     |
| Bob Bradley     |    |                     |       |     |

| BRÉSIL :        |    |                |       |       |
|                 |    |                |       |       |
| Gardien de but  | 01 | Júlio César    |       |       |
|                 | 02 | Maicon         |       |       |
|                 | 03 | Lúcio          | 0 69e |       |
|                 | 14 | Luisão         |       |       |
|                 | 16 | André Santos   | 0 36e | 0 66e |
|                 | 08 | Gilberto Silva |       |       |
|                 | 05 | Felipe Melo    | 0 25e |       |
|                 | 18 | Ramires        |       | 0 67e |
|                 | 10 | Kaká           |       |       |
|                 | 11 | Robinho        |       |       |
|                 | 09 | Luís Fabiano   |       |       |
| Remplaçants :   |    |                |       |       |
|                 | 13 | Dani Alves     |       | 0 66e |
|                 | 07 | Elano          |       | 0 67e |
| Sélectionneur : |    |                |       |       |
| Dunga           |    |                |       |       |

| Assistants : Henrik Andrén Fredrik Nilsson Quatrième arbitre : Benito Archundia Cinquième arbitre : Héctor Vergara (en) Homme du Match : Kaká |

### Statistiques
| États-Unis | Statistiques           | Brésil | Total |
| ---------- | ---------------------- | ------ | ----- |
| 9          | Tirs                   | 31     | 40    |
| 4          | Tirs cadrés            | 13     | 17    |
| 41         | Possession (en %)      | 59     | 100   |
| 17         | Fautes commises        | 11     | 28    |
| 5          | Corners                | 10     | 15    |
| 0          | Coups francs           | 0      | 0     |
| 0          | Coups francs directs   | 0      | 0     |
| 0          | Coups francs indirects | 0      | 0     |
| 0          | Pénaltys               | 0      | 0     |
| 1          | Hors-jeu               | 6      | 7     |
| 1          | Cartons jaunes         | 3      | 4     |
| 0          | Cartons rouges         | 0      | 0     |

## Après-match

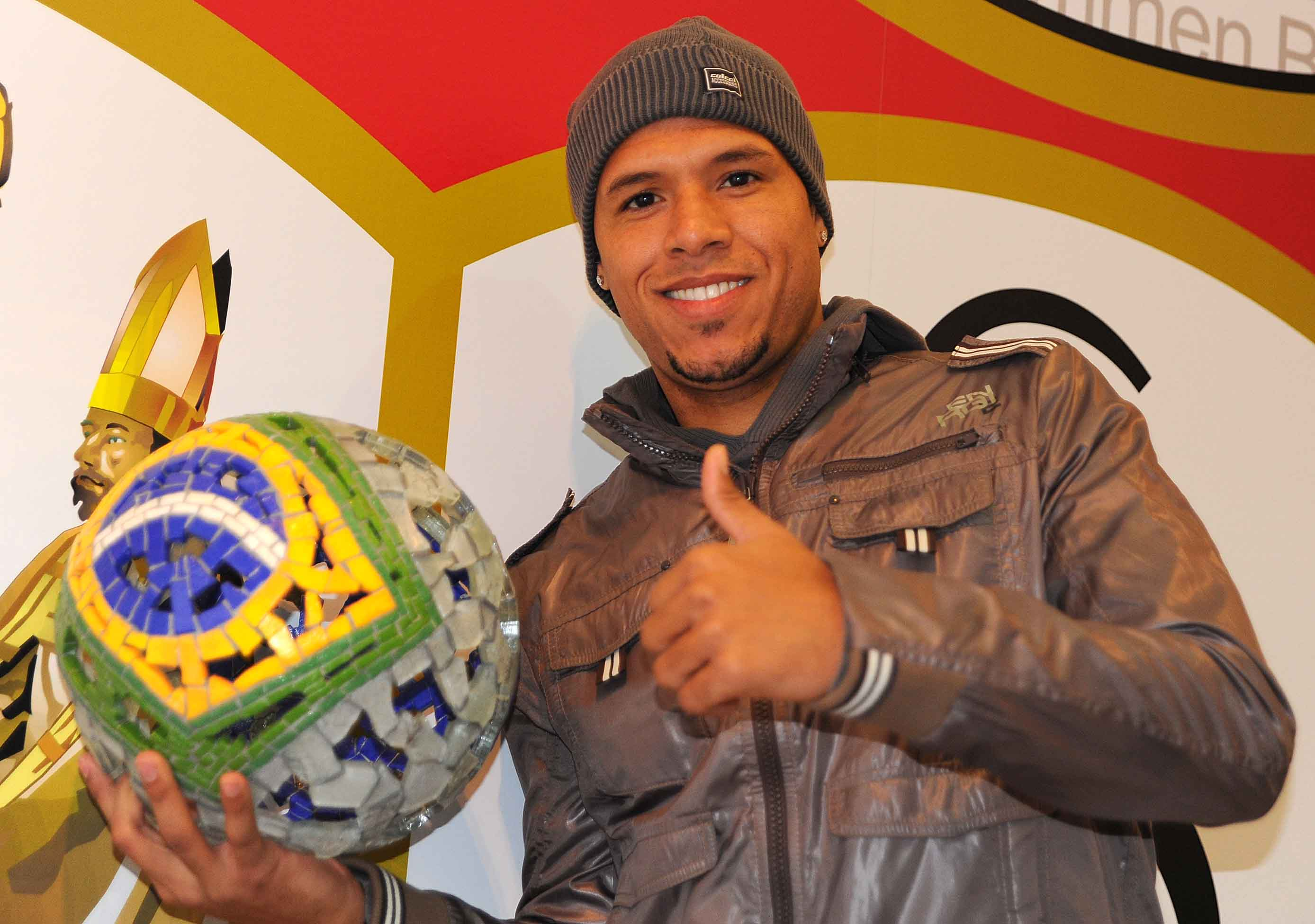
Luís Fabiano à Séville avec le Samba d'or 2009 qu'il a remporté cette année-là.

Le Brésil devient le deuxième pays à remporter deux éditions consécutives de la Coupe des confédérations après la France en 2001 et 2003, avant que le tournoi ne change de périodicité. Kaká est élu meilleur joueur du tournoi,, et terminera sixième au Ballon d'or cette année-la. Son coéquipier Luís Fabiano gagne le Soulier d'or pour avoir marqué cinq buts en cinq matchs, ainsi que le Samba d'or. Le gardien américain Tim Howard remporte le Gant d'Or du tournoi pour ses performances, incluant cinq arrêts lors de la première mi-temps de la finale.
La diffusion américaine du match sur ESPN est suivie par une audience de 3,9 millions de personnes, le chiffre le plus élevé pour un match hors Coupe du monde sur le réseau et parmi les plus élevés jamais enregistrés pour l'équipe nationale masculine des États-Unis. Ces derniers rentrent aux États-Unis pour disputer la Gold Cup 2009, qui commence moins d'une semaine après la finale, mais se voient accorder un effectif élargi par la CONCACAF pour prévenir la fatigue des joueurs. L'effectif pour la Gold Cup en vue de défendre le titre continental est principalement composé de joueurs de la MLS, avec seulement quatre membres de la sélection de la dernière Coupe des confédérations retenus,. L'équipe américaine atteindra la finale où elle sera battue par le Mexique.